# Berkholz-Meyenburg
Berkholz-Meyenburg là một đô thị ở huyện Uckermark, bang Brandenburg, Đức. Đô thị này có diện tích 11,53 km², dân số thời điểm 31 tháng 12 năm 2006 là 1245 người.